# Walkó György
Walkó György (Budapest, 1920. december 29. – Budapest, 1997. október 13.) magyar filológus, irodalomtudós, műfordító, germanista, akadémikus, egyetemi tanár.

## Élete
1939-ben a berlini, 1939-től 1944-ig a budapesti egyetemen tanult. 1946-tól a Vallás- és Közoktatásügyi Minisztérium előadójaként, 1950-től mint középiskolai tanár dolgozott. 1953-tól az Idegen Nyelvek Főiskoláján német irodalmat tanított, és oda került (későbbi?) felesége is, de a főiskola az 1954/55-ös tanévben megszűnt. 1955-ben előadó lett az Eötvös Loránd Tudományegyetemen. 1961-től a Nagyvilág c. világirodalmi folyóirat munkatársa, rovatvezetője, majd főmunkatársa, 1974–1975-ben a Bécsi Egyetem magyar irodalom vendégprofesszora volt. 1986-tól a Filológiai Társaság tagja. Kandidátus (1982), a tudomány doktora (1989), Akadémiai díjas Faust és Mefisztó (Magvető Kiadó, 1982) című művéért (1986).
Későbbi feleségével, Békés Ágnes angol tanárnővel, aki a bergen-belseni koncentrációs táborból tért haza, a háború utáni években ismerkedett meg, a házasságkötésük után költöztek Budapestre. „Ő Székesfehérvárról, én meg Debrecenből.” A házasságban született lányuk, Zsuzsanna.

## Művei
- „Újabb csalódást már nem tud elviselni a romániai magyarság”, OSZK
- 100 híres regény, OSZK
- A műalkotások igazságáról és valószerűségéről Válogatott képzőművészeti írások, OSZK
- A német elbeszélés mestereI, OSZK
- A púpos, frigiai Aiszóposz regénye, OSZK
- A vak (Der Blind), OSZK
- Aisopos, OSZK
- Az ismeretlen Goethe, KK, NNK, OSZK
- Bertolt Brecht, BnF, OSZK
- Danton halála (Dantons Tod), OSZK
- Der Process, OSZK
- Deutsche Literatur und Literaturgeschichte Deutschsprachigen Gymn. 3. Kl., OSZK
- Die Geschäfte des Herrn Julius Caesar, OSZK
- Divergenzen und Konvergenzen eine Skizze österreichisch-ungarischer Literaturkontakte, OSZK
- Doktor Faustus, Dilettantismus oder Wissenschaftlichkeit, OSZK
- Drámák, KK, OSZK
- Faust, KK, OSZK
- Faust és Mefisztó vázlatrajz egy témáról és egy műről, KK, NNK, OSZK
- Georg Büchner művei, OSZK
- Goethe válogatott versei, OSZK
- Hölderlin, OSZK
- Irrungen – Wirrungen, OSZK
- Jenny Treibel, OSZK
- Julius Caesar úr üzletei, regénytöredék, OSZK
- Kalendergeschichten, OSZK
- Kalendárium régi és históriák, OSZK
- Katarzis nélkül szinházi tanulmányok, KK, NNK, OSZK, BnF
- Különös lapokat élünk, OSZK
- Levelek válogatás, NNK, OSZK
- Művek (vál.), OSZK
- Nemzetkarakterológia történeti vázlat a népjellemzés irodalmáról, OSZK
- Német irodalom, NNK, OSZK
- Nibelungok középkori költészet és európai valóság, KK, NNK, OSZK
- Offenbar Geheimnis : zur Frage der Emblematik in Goethes Divan-Dichtung, Biblioteka Uniwersytecka w Warszawie (BUW)
- Radetzky-induló [regény] (Radetzky-marsch, Roman), OSZK
- Színművek, OSZK
- Tatsachen und Vorurteile in den deutsch-ungarischen literarischen Beziehungen, NNK, OSZK
- Tévelygések – tévedések [kisregény], OSZK
- Weimar és a német klasszicizmus, KK, NNK, OSZK
- Égő titok válogatott elbeszélések
- Így élt Goethe – Vallomások, művek, dokumentumok (Budapest, Gondolat Könyvkiadó, 1964)[3]

## Publikációi helye
- Nagyvilág (folyóirat, 1956–2016)
- Filológiai Közlöny
- Budapester Rundschau

## Társasági tagságai
- Magyar PEN Club
- Modern Filológiai Társaság
- Magyar Tudományos Akadémia

## Díjai
- Akadémiai Díj (1986) Eltérés: 1984 [KMÍB, ÚMÉL]
- Magyar Köztársasági Érdemrend kiskeresztje (1995), polgári tagozat